# Scatman's World (album)
Scatman's World è il secondo album in studio del cantante statunitense Scatman John, pubblicato il 10 luglio 1995 dalla RCA Records.

## Descrizione
Si tratta del primo disco pubblicato dall'artista con lo pseudonimo Scatman John, dopo aver realizzato nel 1986 l'album John Larkin. In esso sono contenuti tredici brani, tra cui i singoli Scatman (Ski Ba Bop Ba Dop Bop) e Scatman's World, che hanno ottenuto successo in tutto il mondo.

## Tracce
Testi e musiche di John Larkin e Antonio Nunzio Catania.
1. Welcome to Scatland – 0:49
2. Scatman's World – 3:40
3. Only You – 3:42
4. Quiet Desperation – 3:51
5. Scatman (Ski Ba Bop Ba Dop Bop) – 3:30
6. Sing Now! – 3:38
7. Popstar – 4:13
8. Time (Take Your Time) – 3:41
9. Mambo Jambo – 3:30
10. Everything Changes – 4:38
11. Song of Scatland – 5:05
12. Hi, Louis – 2:34
13. Scatman (Game Over Jazz) – 5:03

Traccia bonus nell'edizione giapponese
1. Scatman (Spike Mix) – 6:44

## Formazione
- John Larkin – voce, pianoforte, beatboxing
- Tony Catania – chitarra, tastiera, programmazione, sassofono, tromba
- Lolla Luna – cori
- Ingo Kays – cori, tastiera, programmazione
- Gloria Biffy – cori
- Sara Lick – cori
- Santo Tremila – batteria
- Franki Disco – sassofono, tromba